# St.-Bavo-Kathedrale (Gent)

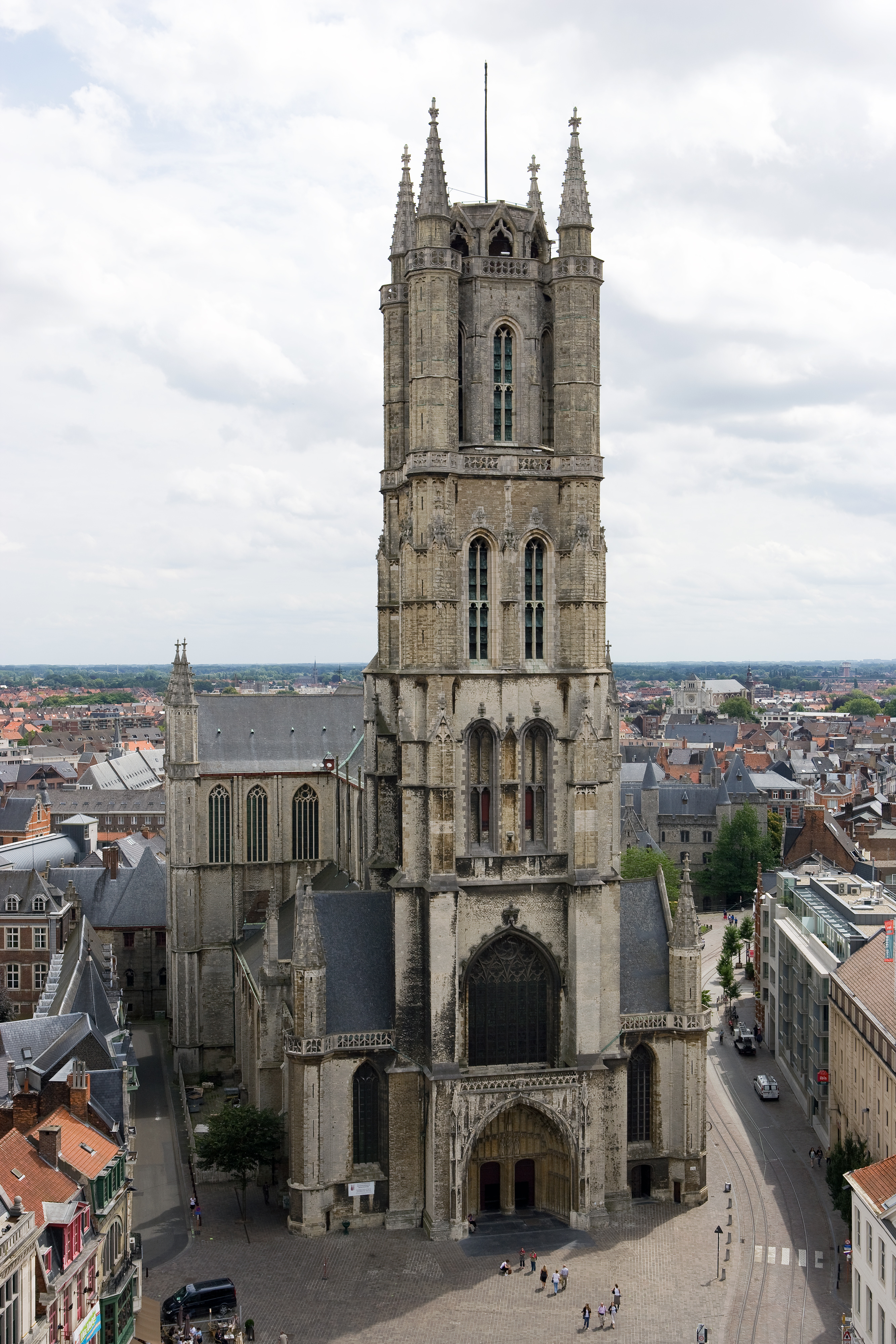
Westseite mit Turm vom gegenüberliegenden Belfried aus

Die römisch-katholische St.-Bavo-Kathedrale (niederländisch Sint-Baafskathedraal) befindet sich in der belgischen Stadt Gent (Provinz Ostflandern). Sie ist nach dem heiligen Bavo benannt.

## Geschichte
Die Kathedrale geht zurück auf eine zu Ehren  Johannes des Täufers geweihte Kapelle. Sie bestand überwiegend aus Holz und wurde 942 von Transmarus, dem Bischof von Tournai und Noyon, geweiht. Spuren einer Kirche im romanischen Baustil sind heute noch zu erkennen.
Infolge des Aufstands gegen Kaiser Karl V. in Gent 1539 wurde die alte Sankt-Bavo-Abtei aufgelöst. In der Mitte des 16. Jahrhunderts hatte die Kirche mehr oder weniger ihr gegenwärtiges Aussehen erreicht.
1559 wurde die Diözese Gent gegründet und die Kirche zur Kathedrale erhoben. Der reiche Barockstil im Innenbereich zeugt vom Einfluss eines der am längsten regierenden Bischöfe von Gent, Antonius Triest.
Im Januar 2006 begann eine umfassende Restaurierung der Kathedrale, die in kleinen Schritten erfolgt. Während dieser Arbeiten ist das Gotteshaus weiter für Besucher geöffnet.

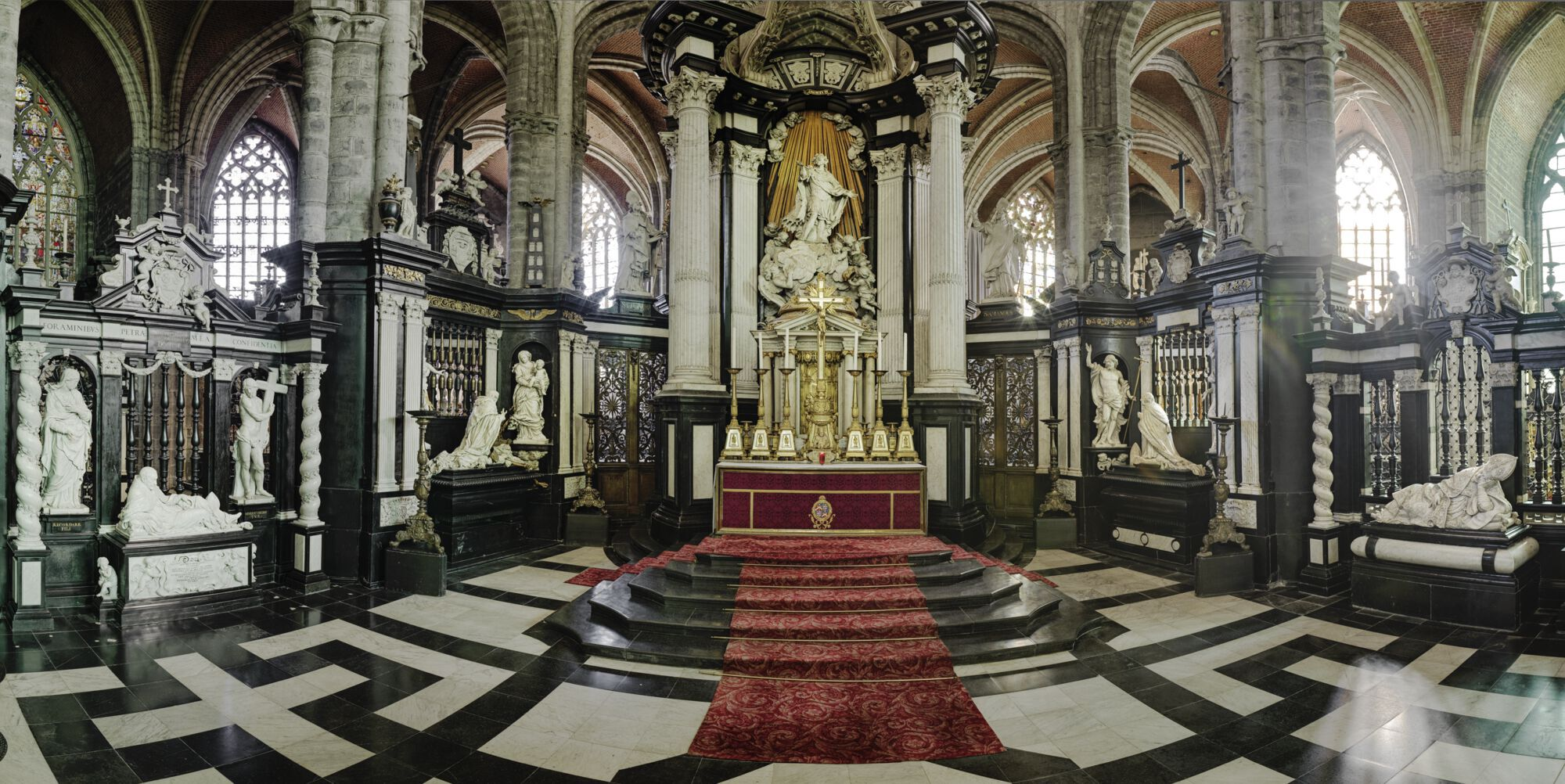
Hoher Chor
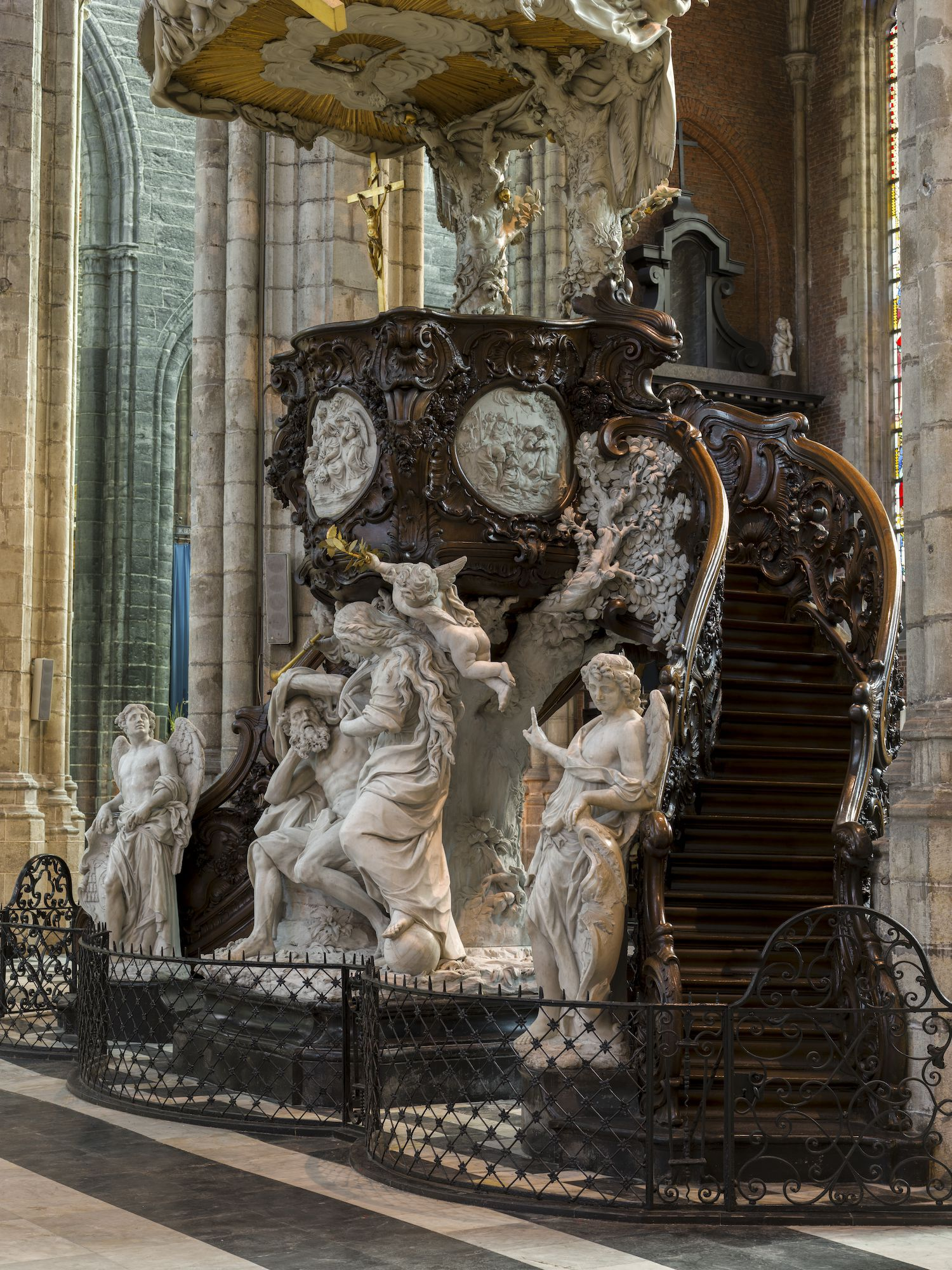
Kanzel von Laurent Delvaux
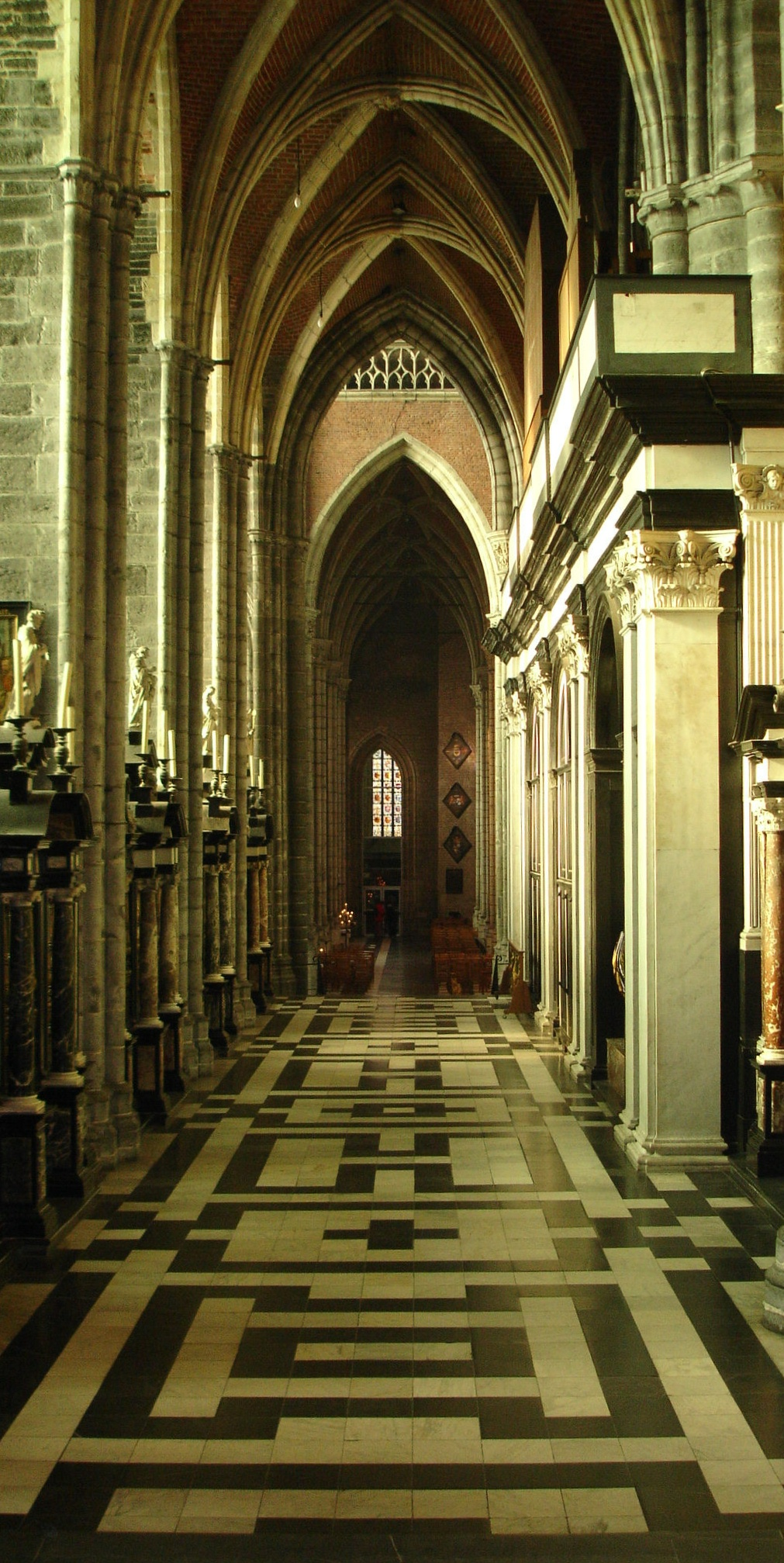
Seitenschiff
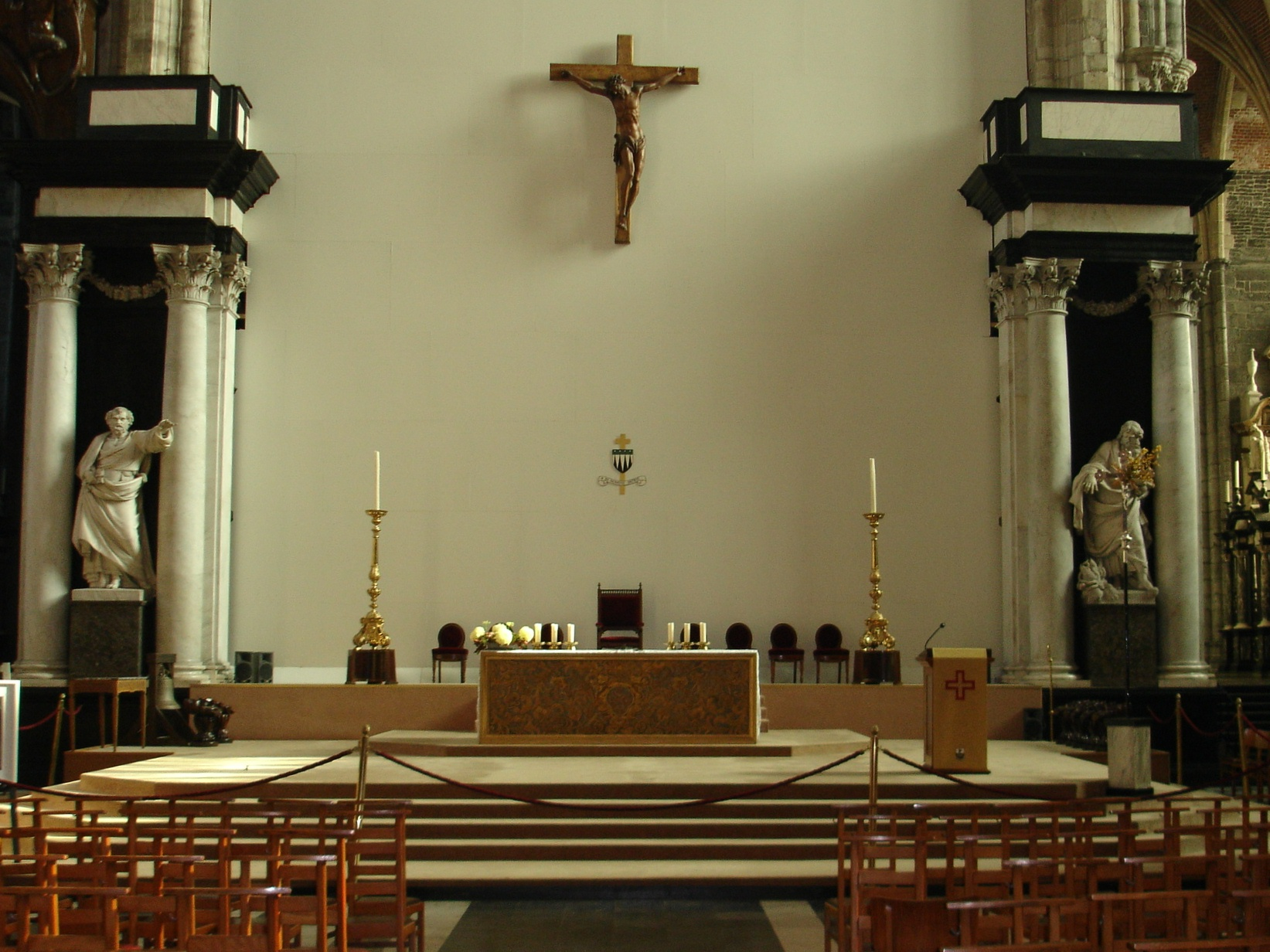
Vierungsaltar
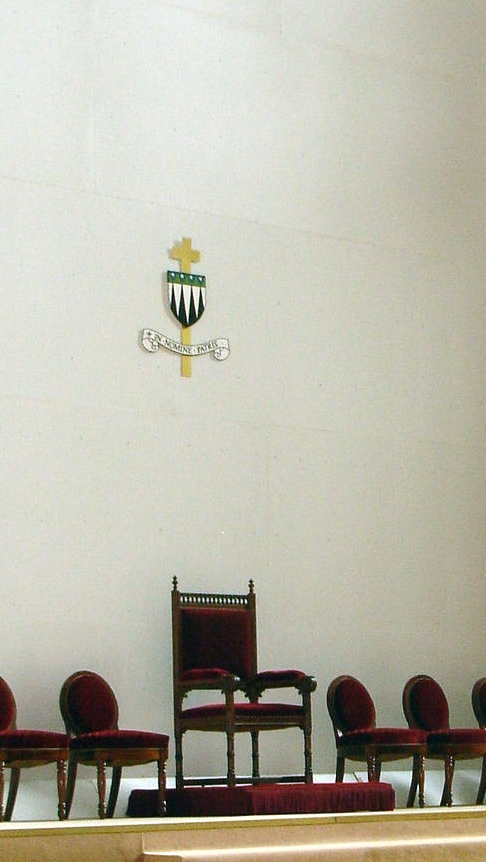
Bischofssitz
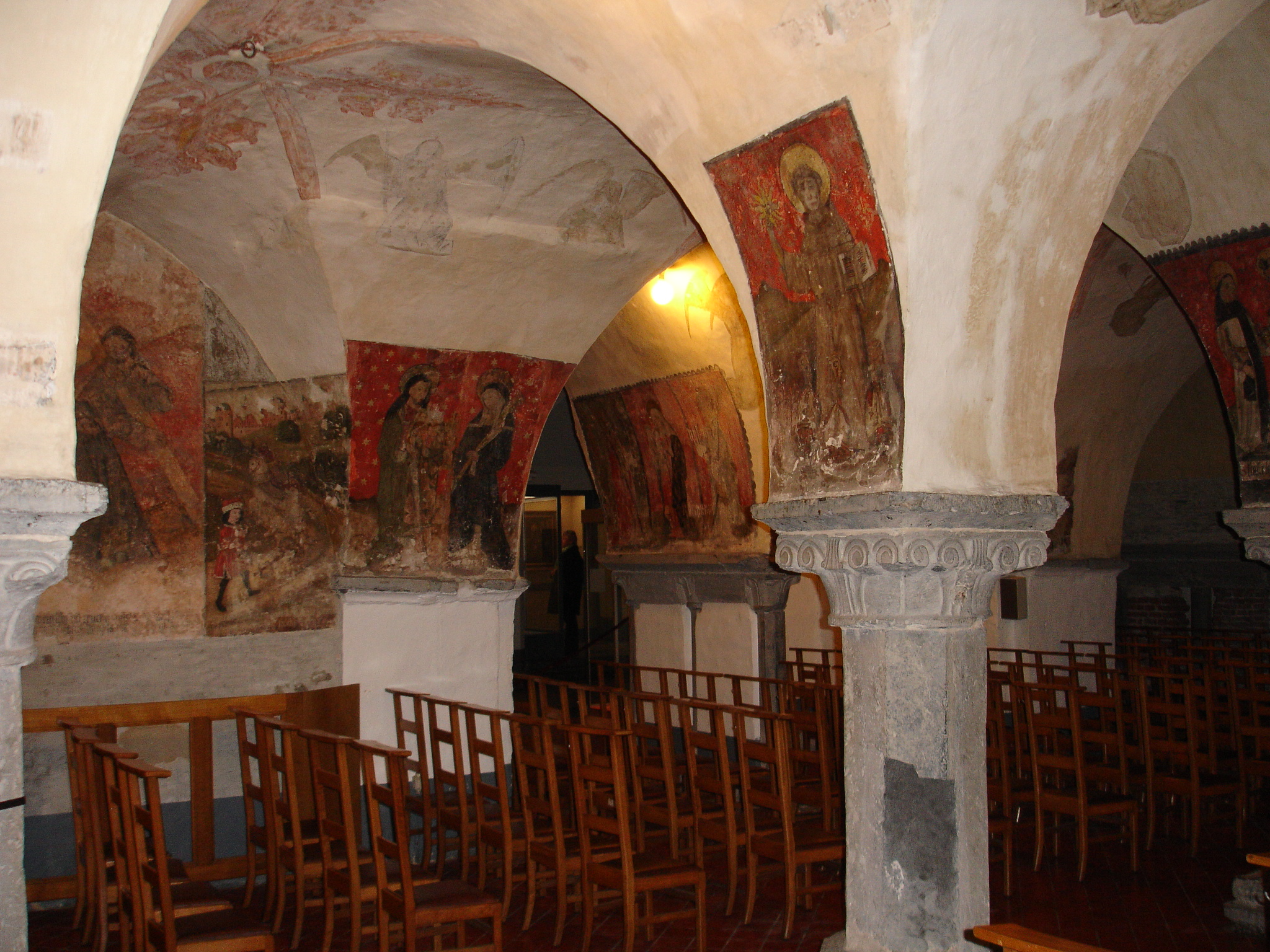
Krypta

## Kunst

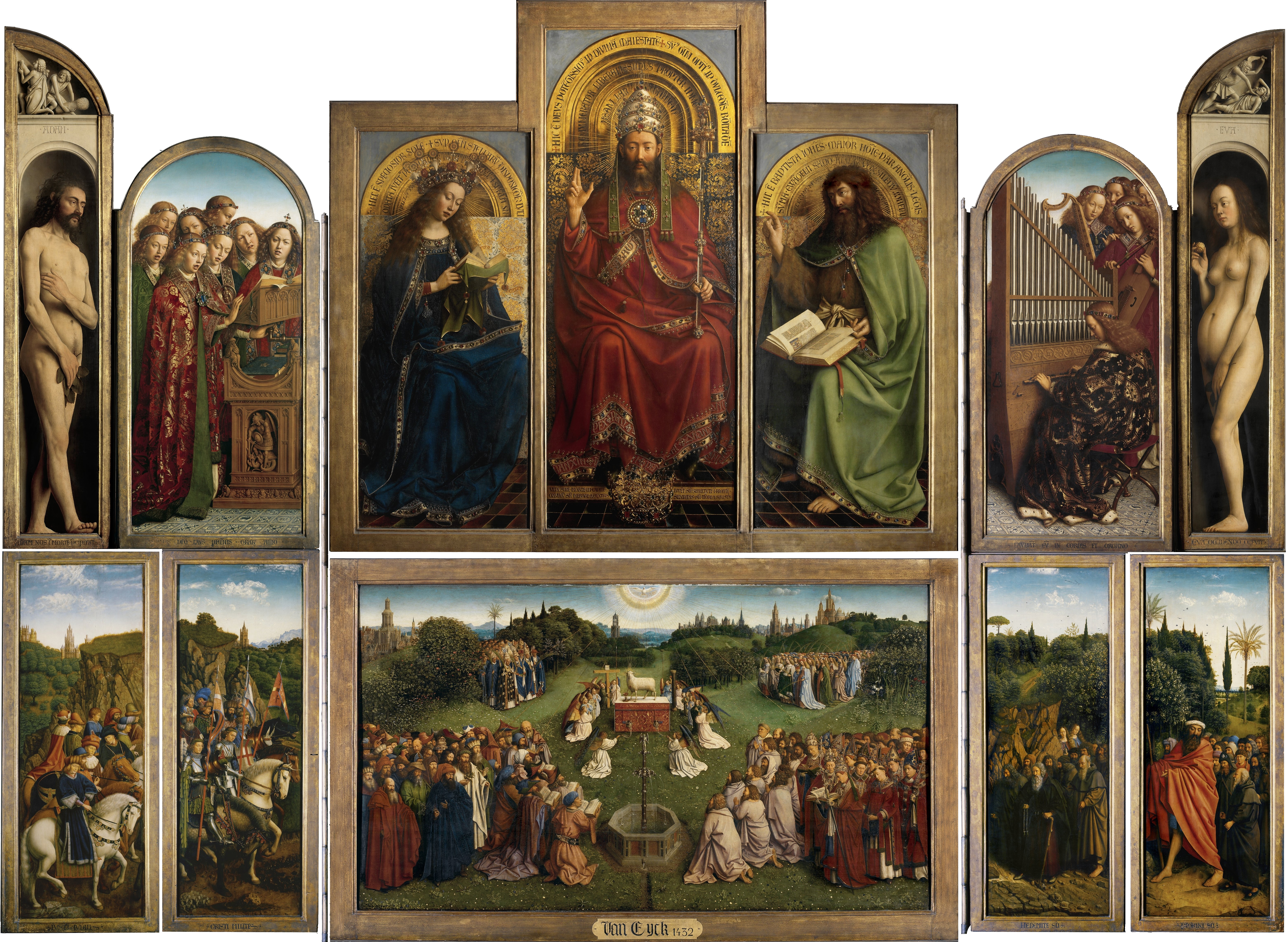
Der Genter Altar

In der St.-Bavo-Kathedrale befinden sich viele religiöse Kunstwerke. Das älteste Stück stammt aus dem 8. Jahrhundert, das jüngste aus den späten 1990er Jahren. Das wohl bekannteste Werk ist der Genter Altar, ein Flügelaltar, der von Jan van Eyck und Hubert van Eyck angefertigt wurde und als bekanntestes und umfangreichstes Werk der frühen niederländischen Malerei gilt. Darüber hinaus befinden sich weitere 21 Altäre in der Kirche. Einen Altar schuf Frans Pourbus der Ältere 1571 für Viglius Zuichemus mit der Darstellung Jesus unter den Schriftgelehrten.
Die eindrucksvolle Rokoko-Kanzel aus den Jahren 1741–1745, aus Eiche, vergoldetem Holz und weißem und schwarzem Marmor von Laurent Delvaux, mit schmiedeeisernem Gitter von J. Arens ist auf der Südseite zu finden.
In der Neuzeit errichtete der Künstler Kris Martin auf dem Dach die Skulptur Idiot 4.

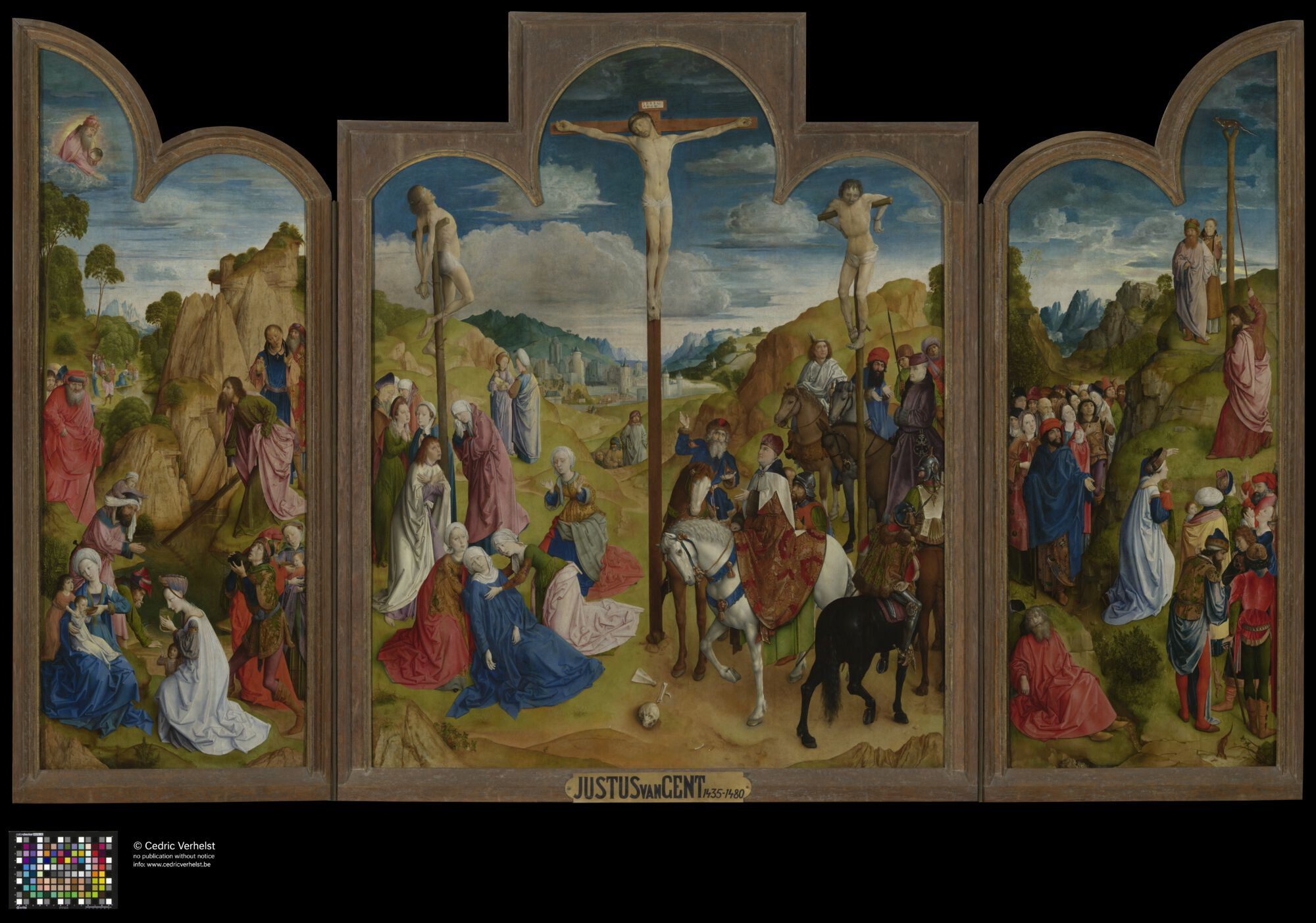
Kalvarienberg-Triptychon von Joos Van Wassenhove
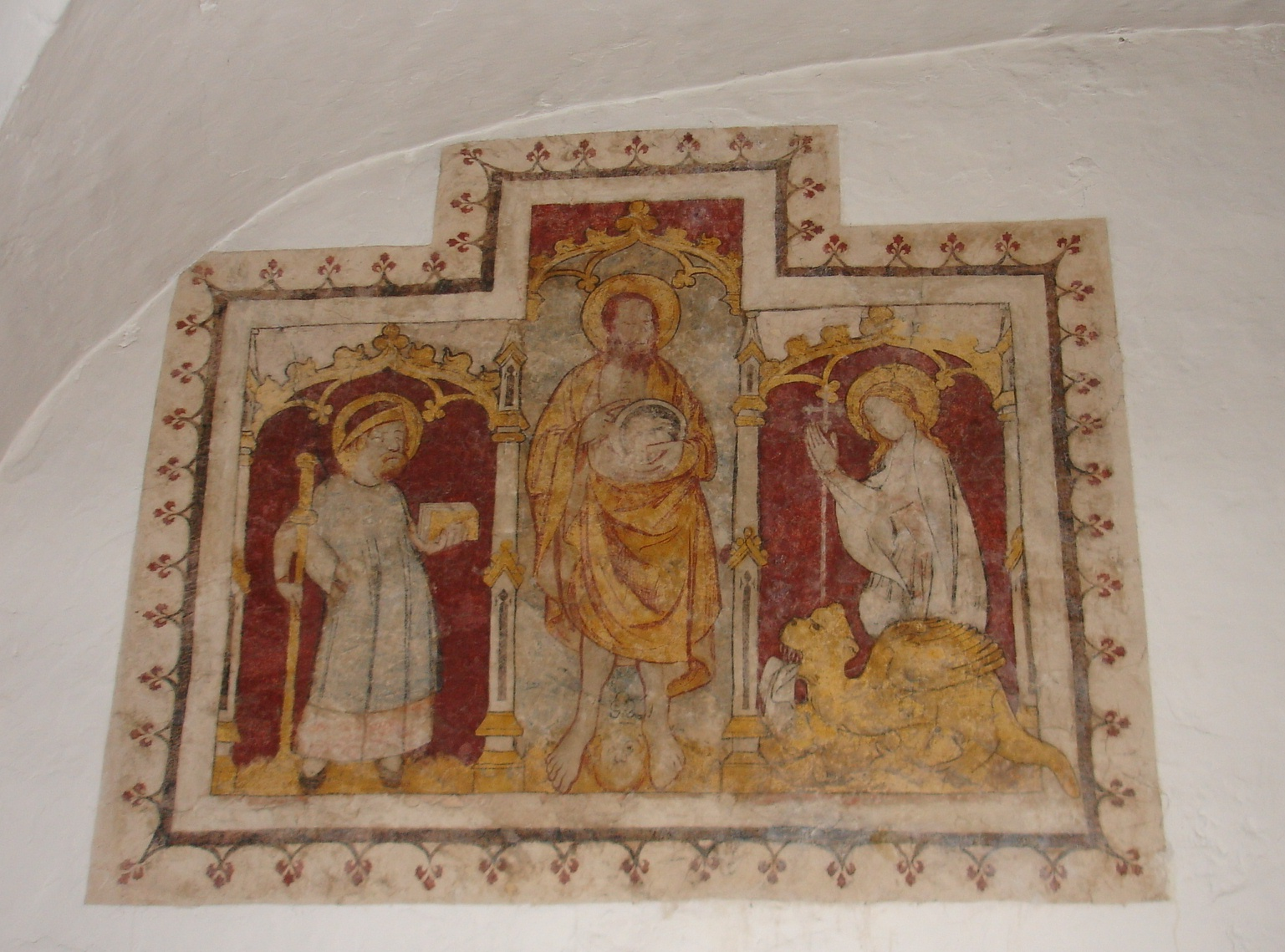
Fresko in der Krypta
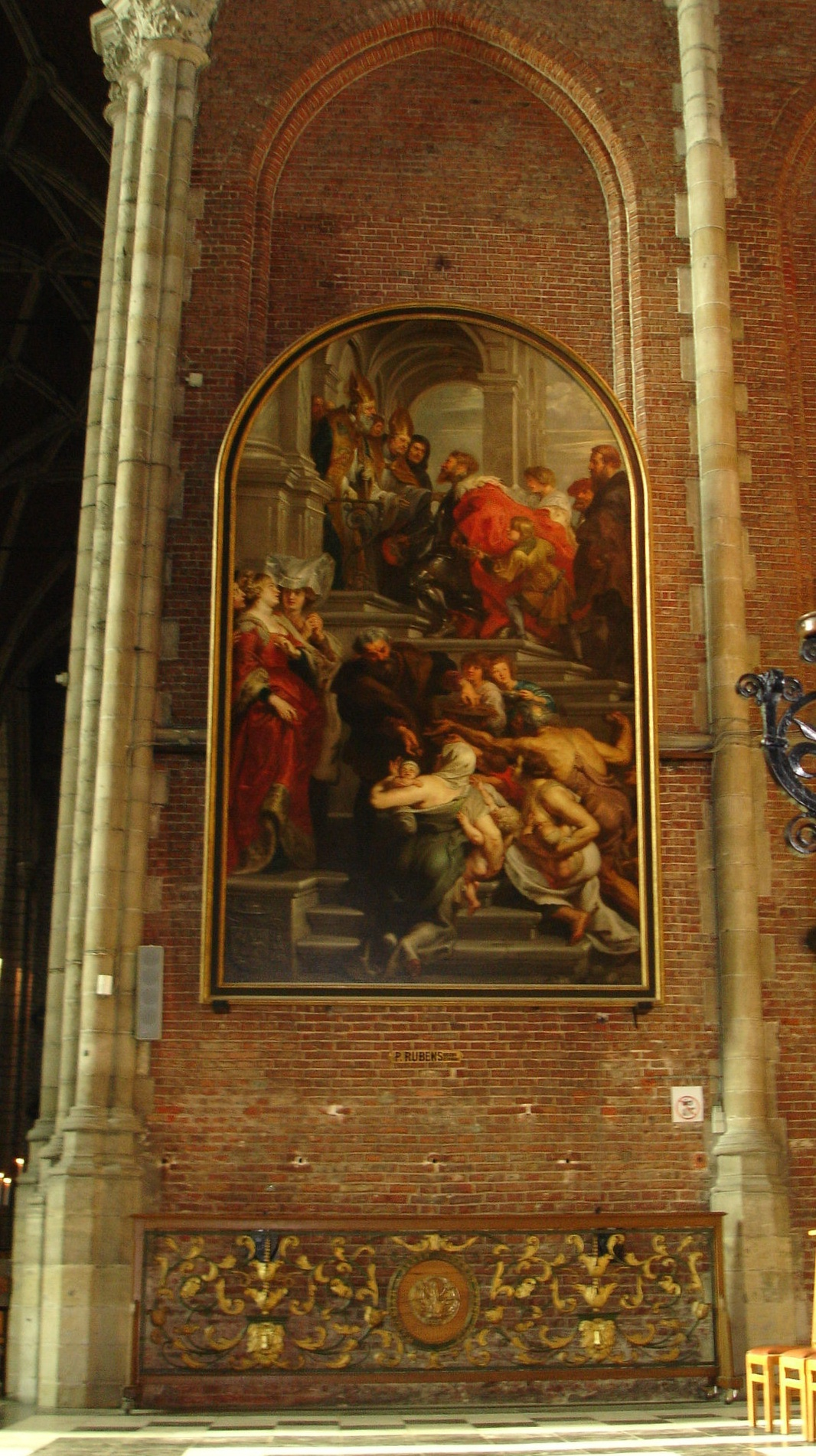
Rubens-Gemälde
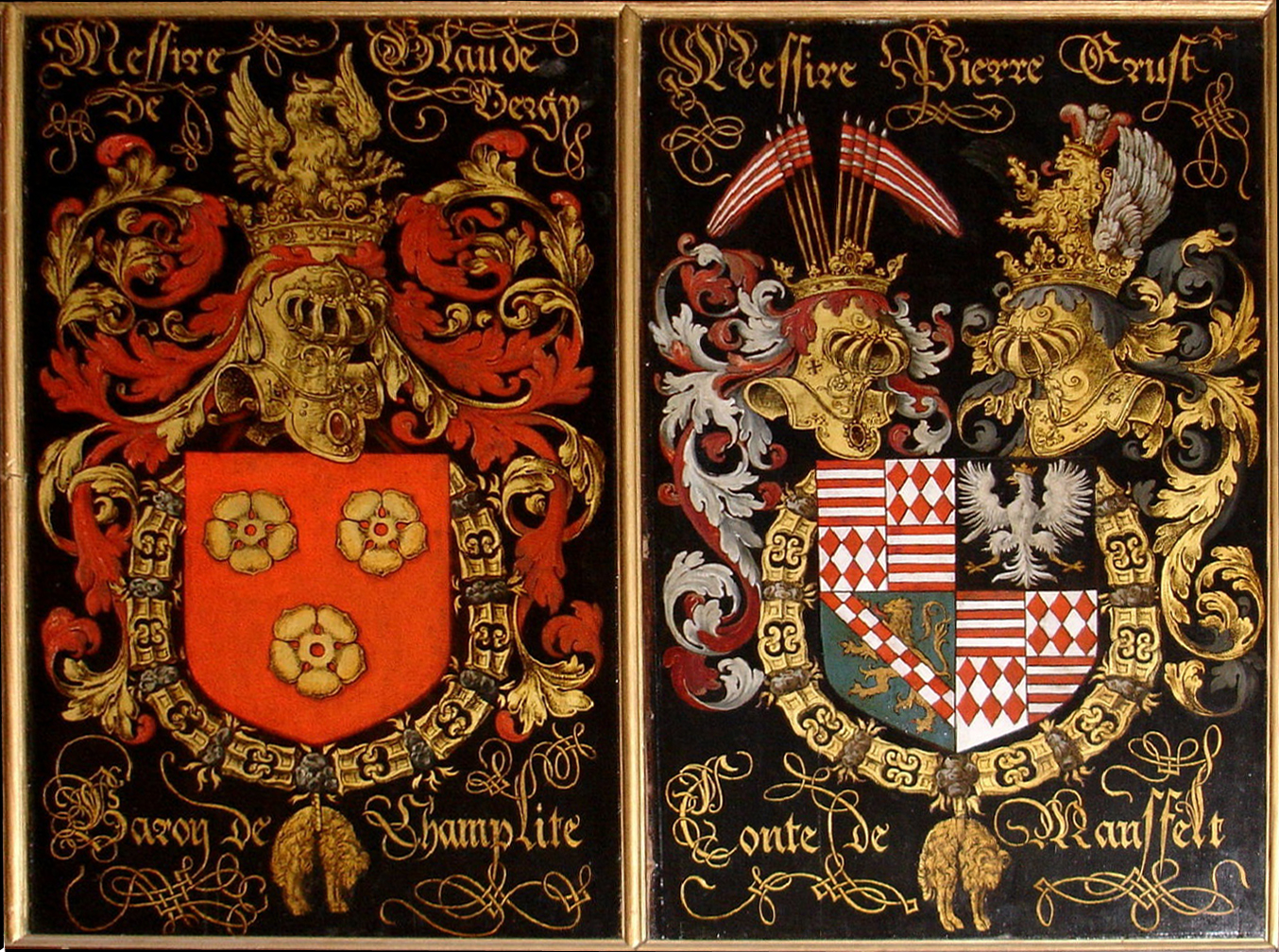
Wappendarstellungen
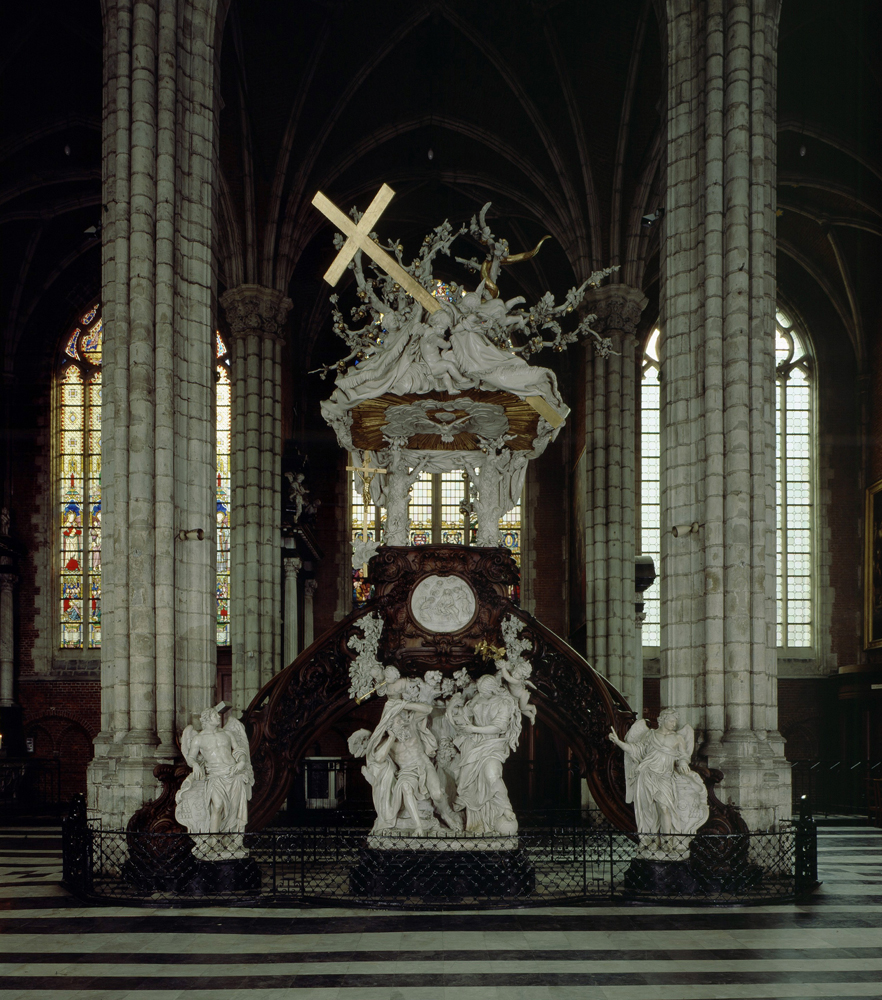
Kanzel

## Orgel

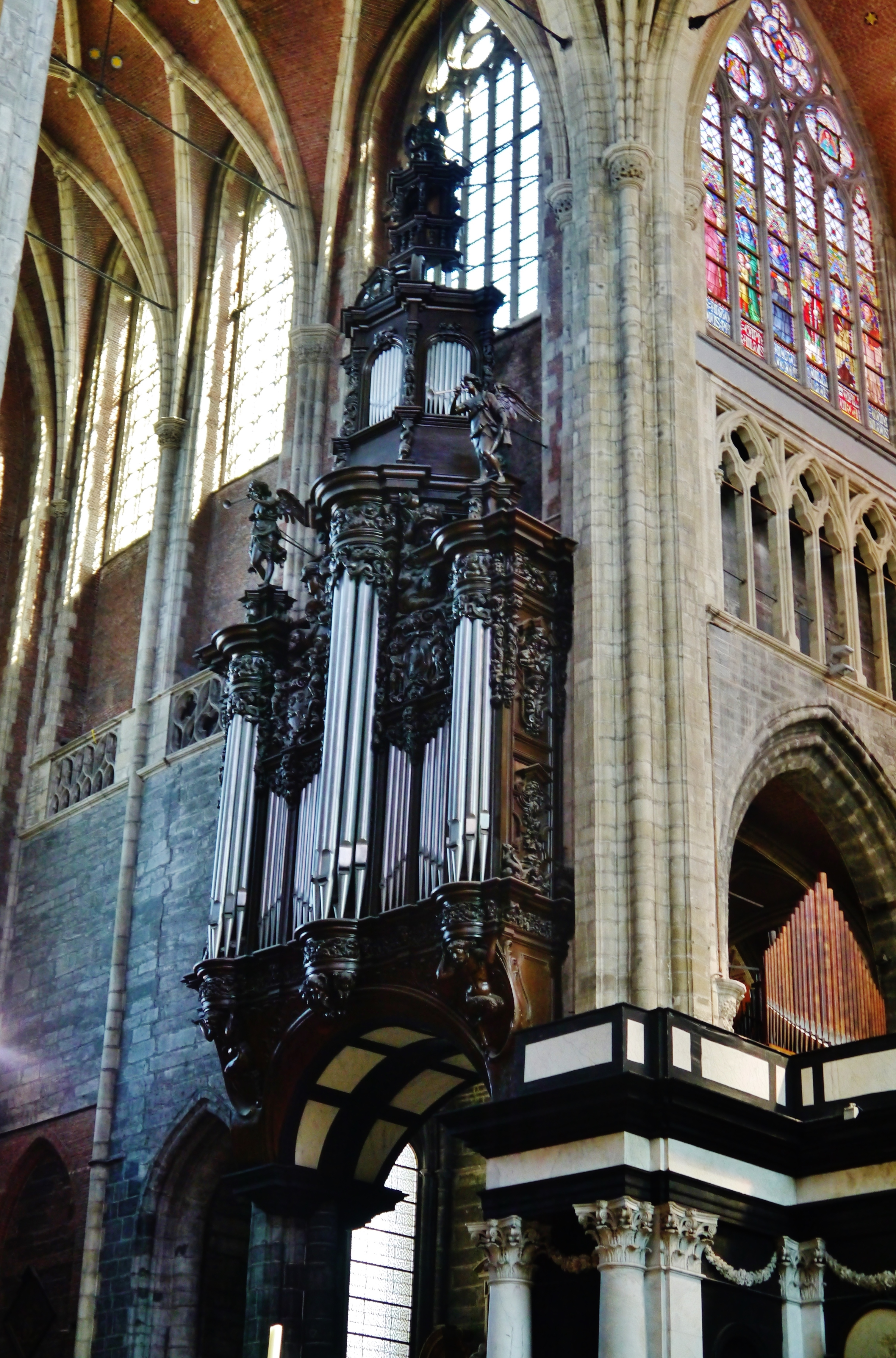
Blick auf die Kruisbeukorgel

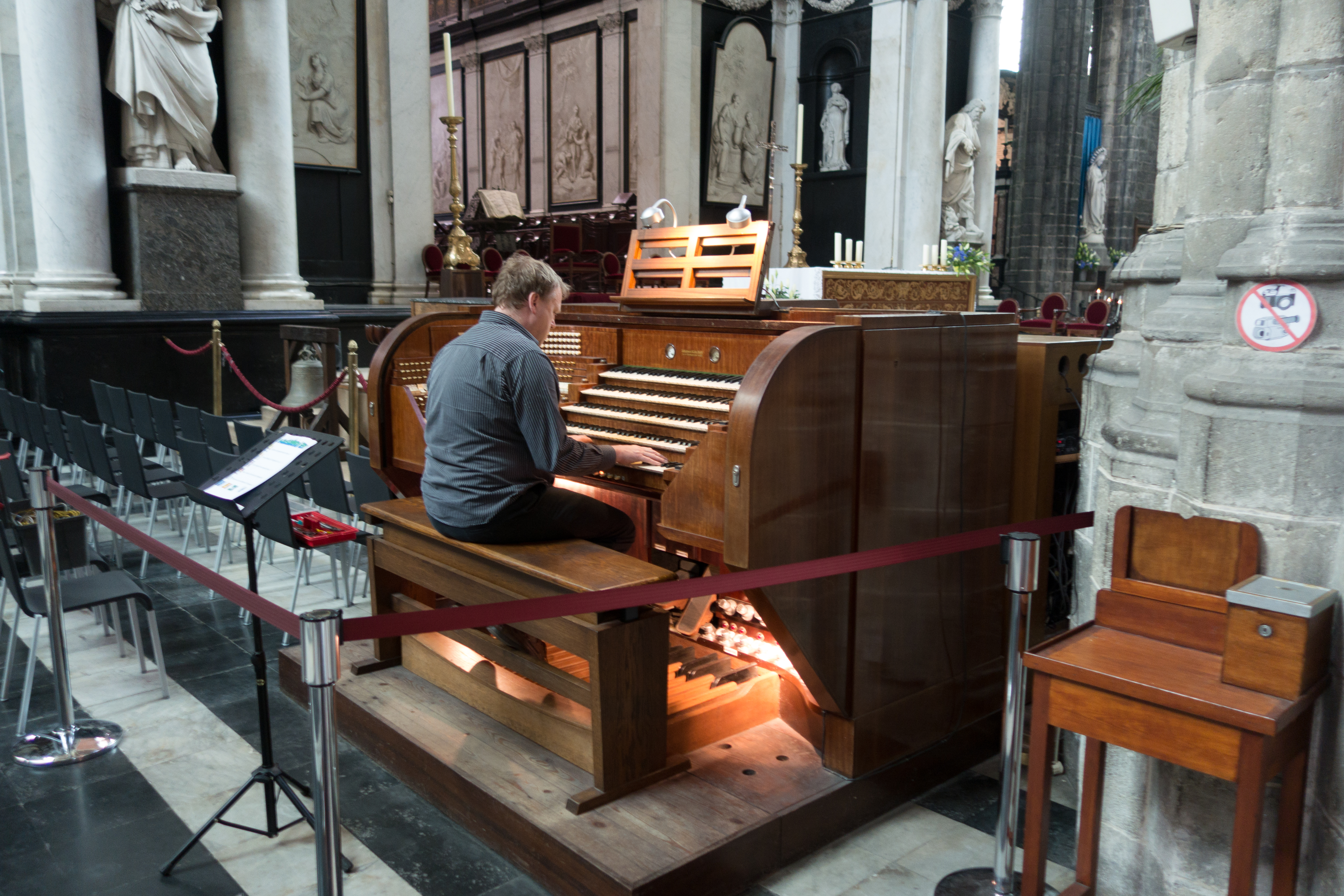
Zentralspieltisch

Die Orgel wurde in den Jahren 1653–1655 von den Orgelbauern Louis Bys und Pierre Destrée erbaut. Das Bischofswappen am Orgelgehäuse weist auf den Stifter hin. Das Instrument wurde mehrfach dem Zeitgeschmack angepasst. Die in der Kirche installierte Orgel entspricht im Wesentlichen einem Neubau mit elektro-pneumatischer Traktur von Klais aus dem Jahr 1935 und ist zweiteilig angelegt: Die Kruisbeukorgel (=Orgel im Querschiff) hat 48 Register auf zwei Manualen und Pedal. Die Koororgel auf dem Chorumgang (mit eigenem Spieltisch im Chorraum) hat 43 Register auf drei Manualen und Pedal. Beide Instrumententeile lassen sich vom Zentralspieltisch aus anspielen.
| I Nevenwerk C–c4 |       |
| Principaal       | 8′    |
| Holpijp          | 8′    |
| Wilgenpijp       | 8′    |
| Oktaaf           | 4′    |
| Koppelfluit      | 4′    |
| Nasaard          | 2 ⁄3′ |
| Zwegel           | 2′    |
| Stemmeken        | 1′    |
| Tertiaan II      |       |
| Cimbel IV        |       |
| Regaal           | 8′    |
| Hobo             | 8′    |

| II Hoofdwerk C–c4 |       |
| Prestant          | 16′   |
| Gedekt            | 16′   |
| Prestant          | 8′    |
| Roerfluit         | 8′    |
| Kwintadeen        | 8′    |
| Oktaaf            | 4′    |
| Fluit             | 4′    |
| Gemshoorn         | 4′    |
| Kwint             | 2 ⁄3′ |
| Oktaafken         | 2′    |
| Spitsfluit        | 2′    |
| Kornet V          |       |
| Ruispijp IV       |       |
| Vulwerk IV–VI     |       |
| Bazuin            | 16′   |
| Trompet           | 8′    |
| Kromhoorn-Regaal  | 8′    |
| Klaroen           | 4′    |

| Voetwerk C–g1    |         |
| Bromstem         | 32′     |
| Principaalbas    | 16′     |
| Openbas          | 16′     |
| Brompijp         | 16′     |
| Zachtbas         | 16′     |
| Kwintbas         | 10 2⁄3′ |
| Oktaafbas        | 8′      |
| Gedektbas        | 8′      |
| Roerfluit        | 8′      |
| Hoge Oktaaf      | 4′      |
| Kleine Fluit     | 4′      |
| Veldfluit        | 2′      |
| Groot Vulwerk IV |         |
| Bazuinbas        | 32′     |
| Bazuin           | 16′     |
| Trompetbas       | 8′      |
| Zink             | 4′      |
| Zingend Kornet   | 2′      |

| III (I) Koorwerk C–c4 |        |
| Kwintadeen            | 16′    |
| Principaal            | 8′     |
| Salicionaal           | 8′     |
| Houten Fluit          | 8′     |
| Oktaaf                | 4′     |
| Blokfluit             | 4′     |
| Oktaafken             | 2′     |
| Terts                 | 1 3⁄5′ |
| Kleine Kwint          | 1 ⁄3′  |
| Vulwerk IV            |        |
| Cimbel II–III         |        |
| Kromhoorn             | 8′     |
| Koptrompet            | 4′     |

| IV (II) Zwelwerk C–c4 |     |
| Zachtgedekt           | 16′ |
| Vioolprincipaal       | 8′  |
| Kwintadeen            | 8′  |
| Oktaaf                | 4′  |
| Dwarsfluit            | 4′  |
| Echokornet III–V      |     |
| Cimbelken III         |     |
| Dulciaan              | 16′ |
| Trompet               | 8′  |

| V (III) Bovenwerk C–c4 |    |
| Nachthoorn Gedekt      | 8′ |
| Spitsgamba             | 8′ |
| Zweving                | 8′ |
| Zingend Principaal     | 4′ |
| Zwitserse Pijp         | 4′ |
| Woudfluit              | 2′ |
| Seskwialter II         |    |
| Scherp III–IV          |    |
| Hobo                   | 8′ |
| Regaal                 | 4′ |

| Voetwerk C–g1   |        |
| Gedekte Fluit   | 16′    |
| Fluitbas        | 8′     |
| Gedekt          | 8′     |
| Kwint           | 5 1⁄3′ |
| Oktaaf          | 4′     |
| Fluit           | 4′     |
| Veldfluit       | 2′     |
| Oktaafcimbel II |        |
| Pommer          | 16′    |
| Hoorn           | 8′     |